# Ambrosio Andonaegui Blanco
Ambrosio Andonaegui Blanco (Valparaíso, 7 de diciembre de 1815-Santiago, 5 de febrero de 1898) fue un abogado y político chileno.

## Vida
Fue hijo de don Francisco Andonaegui Marín y doña Manuela Pascuala Blanco Briones. Se graduó de abogado en 1836, en el Instituto Nacional. 
Contrajo matrimonio con Elina Ana del Rosario Guarda Lorca, con quien tuvo descendencia. 
Elegido diputado por Valparaíso para el período 1846-1849, integró la Comisión permanente de Gobierno y Relaciones Exteriores. 
Fue oficial del Ministerio de Relaciones Exteriores y Secretario de la Intendencia de Colchagua (1847-1849)
Fue relator de la Corte de Apelaciones de La Serena. Ministro de la Corte de Concepción e Intendente de Concepción y de Valparaíso en diversas oportunidades, sirviendo además de alcalde de Valparaíso.
Desde 1854 a 1868 sirvió a la judicatura civil del puerto, lo que le valió alta y merecida reputación en las esferas oficiales. Fue uno de los fundadores del Liceo de Valparaíso. 